# Mer de Melville
La mer de Melville ou détroit, est une mer de l'océan Arctique située au nord du Canada avec au nord  la grande Île de Melville au sud la grande Île Victoria.